# Марусино (Московская область)
Мару́сино — посёлок городского типа (до 2024 года — деревня) в Московской области России. Входит в городской округ Люберцы. Население — 9206 чел. (2021).

## География
Рядом с населённым пунктом протекает река Пехорка и её приток Чёрная. Примерно в километре на северо-запад находится Чёрное озеро. Севернее располагаются СНТ «Марусино» и «Ветеран», ЖК «Малое Павлино». Также на западной границе населённого пункта есть шесть жилых комплексов — «Марусино»,  «Марусино-2», «Марусино-3», «Марусино-4», «Марусино-5» и «Заречный». Через Марусино проходят улицы —  Будённого, Заречная.

## История
Первое упоминание деревни в исторических источниках относится к XII веку. В начале 1960-х годов на территории деревни были произведены раскопки. Археологи нашли 14 курганов, множество украшений и предметов быта.
С 2006 до 2016 годы деревня входила в городское поселение Красково Люберецкого муниципального района. С 2017 года Марусино входит в городской округ Люберцы, в рамках администрации которого подчинена территориальному управлению Красково-Малаховка.
В 2024 году деревня преобразована в посёлок городского типа.

## Население
| 1926 | 2002  | 2006  | 2010 | 2021  |
| ---- | ----- | ----- | ---- | ----- |
| 285  | ↗1490 | ↗1615 | ↘490 | ↗9206 |

## Экономика
В 90-е годы построен микрорайон из типовых панельных 3-х этажных домов (6 домов по ул.Заречной), нынешний Мособлпожспас, коррекционная школа-интернат и детский дом, недостроен дом культуры.
Имеется 1 магазин, торгово-развлекательный центр «Маруся» с магазинами продуктов, хозтоваров, цветов, шиномонтажем и кафе, а также ТРК "Марусино" и ТРК "Старкт", Центральное отделение Мособлпожспас, завод по производству тротуарной плитки, склад ООО «Сплав».
Последние годы ведется активное жилищное строительство, обусловленное  близостью населённого пункта к строящемуся району г. Москвы Некрасовка (порядка 2-3 км) и строящейся в нем одноименной станцией метро.
В 2011 году сдан в эксплуатацию ЖК Марусино, 7 трехэтажных домов с мансардой и собственной огороженной территорией на 420 квартир. В 2012 году начато строительство жилых комплексов Микрорайон ЖК Марусино 2 на 680 квартир (за ТРЦ Маруся) на 622 квартиры (на северной окраине). Оба комплекса сданы в эксплуатацию в 2013 году. Ведётся строительство магазина площадью 3000 м. и детского сада.
Осенью 2014 года сдан в эксплуатацию микрорайон Марусино-3 (12 пятиэтажных домов). Жильцы первой очереди приняли квартиры в октябре, жильцы второй очереди (т.н. Марусино-4) - в декабре. Первая очередь сдана с опозданием на месяц, вторая - с опережением более чем на полгода.
На границе с Москвой (у речки Пехорка) завершается строительство современного малоэтажного жилого комплекса «Заречный». Комплекс микрорайона «Заречный» подразумевает строительство 8 монолитных малоэтажных многосекционных домов с отделкой керамогранитом. В ЖК 540 квартир. В ЖК планируется собственная развитая инфраструктура, которая включает в себя двухэтажный общественный центр, продуктовый и хозяйственный магазины, медицинский пункт, аптечный киоск, и также различные предприятия сферы услуг – отделения банков, связи. На участке «старого» Марусино возможно начнётся строительство жилого комплекса компании ЮИТдом (слушания по участку состоялись еще в январе 2013 года).
В 2014 году началось строительство жилого комплекса «Марусино-5», завершенное в 2016 году.
В 2015 году построена и введена в эксплуатацию котельная, в 2016 году открыт ТРК с парковкой «Старкт».

## Транспорт
На данный момент транспортное обеспечение поселка организовано следующими маршрутами:
- Маршрутное такси № 9 следует до жд станции Люберцы-1 (на данный момент через д. Зенино, ранее через д. Машково, ул Транспортную г. Люберец, 2 Вольскую г. Москвы).
- Маршрутное такси № 40 следует до станции метро «Котельники» Таганско-Краснопресненской линии Московского метрополитена.
- Маршрутное такси № 1227 следует до станции метро «Новокосино» Калининской линии Московского метрополитена.
- Маршрутный автобус № 31 до жд станции Люберцы-1 через Д. Зенино, строящийся микрорайон Некрасовки г. Москвы.
- Маршрутное такси № 527 следует до метро Новокосино через д. Зенино, 2-ю вольскую г. Москвы, г. Люберцы.

В связи с бурным ростом жилищного строительства проезд на личном и общественном транспорте в часы пик затруднен.
В 2018 году в 3-4 километрах от Марусино планировалось открытие станции метро Некрасовка Кожуховской линии Московского метрополитена.